# برنان بران
برنان بران (به انگلیسی: Brennan Brown) (زاده ۲۳ نوامبر ۱۹۶۸) بازیگر آمریکایی است.
از فیلم‌هایی که او در آن بازی کرده‌است، می‌توان به تمرکز اشاره کرد.